# 久米島紙幣
久米島紙幣（くめじましへい）とは第二次世界大戦（太平洋戦争）末期の1945年に沖縄の久米島を占領したアメリカ軍によって設置された米軍久米島軍政府が発行し短期間流通した援助物資引換券の通称である。また印刷も謄写版（いわゆるガリ版刷り）でなされた急造の粗末なものであった。ほとんどが焼却処分されたため現物は僅かである。

## 発行の経緯
沖縄地上戦を通じて久米島はほとんど攻撃されなかったが、沖縄本島の組織的抵抗も終息したため、周辺の島々と同様にアメリカ軍は侵攻作戦を開始した。そのため久米島にいた日本軍の守備隊は精神的パニックを起こし住民を虐殺（詳細は久米島守備隊住民虐殺事件を参照のこと）したが、ほとんど組織的抵抗も出来ないまま占領された。久米島派遣軍を率いるE・L・ウッド・ウイルソン少佐は久米島米軍政府を設置し、軍政府長官として久米島の行政を掌握した。彼は島内の家屋の3分の1弱しか焼失しておらず、沖縄本島のように生活基盤が破壊されたわけではないとして、無償で援助物資が支給された沖縄本島の避難民キャンプとは違い、援助物資をアメリカ軍に対する労務の対価として支給することに決定した。しかしながら久米島軍政府は手持ちの日本円もなければ、軍票（連合国が用意したB円軍票）を使用する権限もなかったため、軍政府は急遽物資の引換券を製造し労賃として支払うことにした。そのため経済担当のラシター大尉は謄写版原版にタイプライターで必要事項を打ち込んで作成し、印刷した用紙に大尉のサインを記入した引換券を製造した。日当は3円とし、援助物資と引き換えることができたという。

## 久米島紙幣
この引換券であるが、8月1日から住民の労賃として支給した。ただ物品ではなく金額を記入していたため、島民の間では紙幣類似証券として流通した。また金種は5円、3円、1円、50銭、10銭の5種類があった。ただし9月23日に前述のラシター大尉が転任したため、引換券が一時的に回収され10月1日から後任のキャラー大尉のサイン入りのものが発行された。このとき金種から5円がなくなったが、引換券に英文にくわえ「壱円」といった漢字が書き加えられていたという。

## 久米島紙幣の終焉
このように通貨として流通していた久米島紙幣であるが、10月26日に久米島から物資を残してアメリカ軍が撤退することになり、久米島紙幣は回収され焼却処分された。そのため現物は沖縄県立博物館・美術館が所蔵しているほか、紙幣コレクターのコレクションに収まっているものも含め15枚だけが現存している。